# Gott (Shetland)

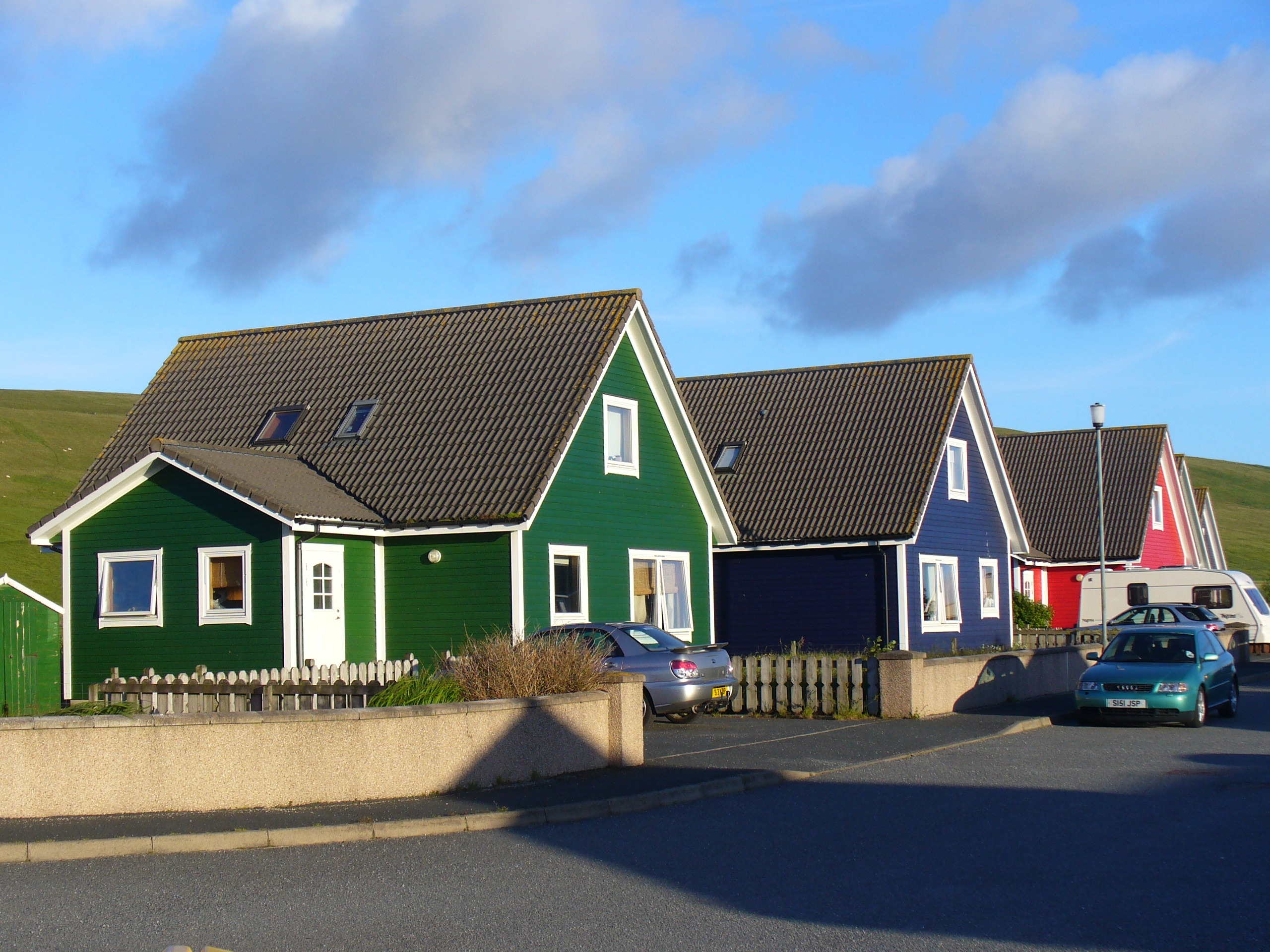
Häuser in Gott

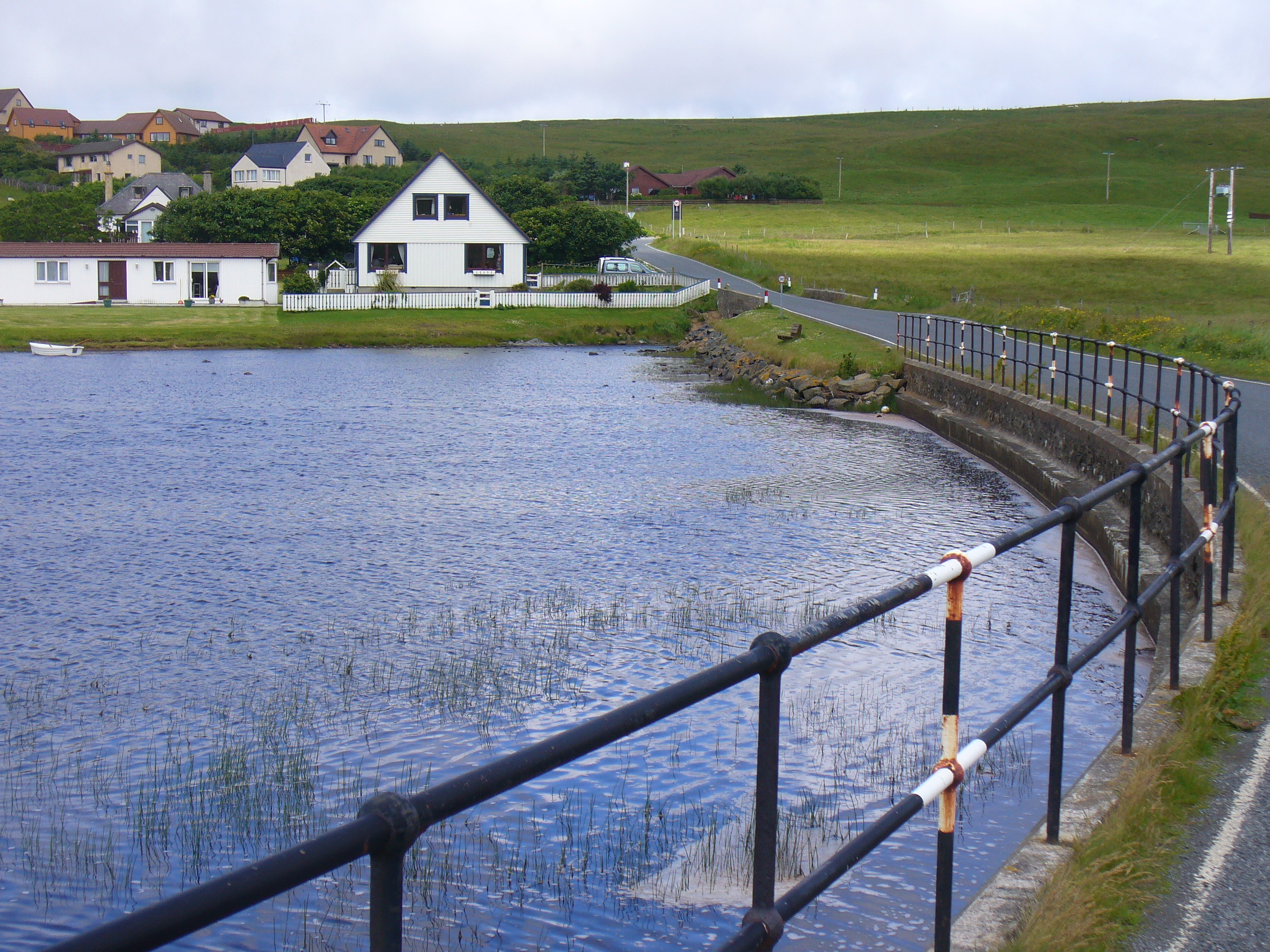
Am See von Gott

Gott ist eine Ortschaft, die im Osten der zu Schottland zählenden Shetlands liegt.

## Geographie
Gott liegt im Osten von Mainland in der Nähe der Küste und dort am Ende der Meeresbucht Lax Firth im Norden, wo sich, mit Laxfirth, die nächstgelegene Ortschaft befindet. Weitere, wenig entfernte, sind Breiwick im Nordosten und Veensgarth im Südwesten. Nach Lerwick sind es 6,5 Kilometer in südöstlicher Richtung. Das Zentrum von Gott bildet ein kleiner See (Loch).

## Historisches
Im Rahmen der historischen Gliederung Schottlands in Civil Parishes zählt Gott zu Tingwall.

## Verkehr
Zum Lerwick Airport sind es 1,5 Kilometer im Südwesten. Westlich an Gott vorbei verläuft die A970. Sie hat Verbindung zur regionalen C215, die mehrere Straßen rund um Gott miteinander verknüpft.